# Phora obscura
Phora obscura är en tvåvingeart som först beskrevs av Zetterstedt 1848.  Phora obscura ingår i släktet Phora och familjen puckelflugor. Arten är reproducerande i Sverige. Inga underarter finns listade i Catalogue of Life.